# Músculo recto superior
El músculo recto superior del ojo se encuentra en la región superior o techo de la órbita ocular y es uno de seis músculos que controlan el movimiento del globo ocular. El principal movimiento causado por la contracción del recto superior produce, girar el ojo hacia arriba, aunque asiste en el movimiento hacia el medio y el que aleja al ojo de la línea media.

## Trayecto
El músculo recto superior nace con el resto de los músculos rectos del ojo, en el vértice de la órbita ocular por medio de un tendón común, el anillo de Zinn. Después de separarse del resto de los músculos rectos, el recto superior sigue de atrás adelante por el techo de la órbita, del que está separado por el músculo elevador del párpado. Las fibras del músculo tiene relación con el nervio frontal, con fibras del oblicuo mayor, varias arterias y venas y, por debajo, con el nervio óptico.
Al final de su recorrido, el músculo recto superior termina en un tendón aplanado que se inserta en la esclerótica, algo delante del ecuador del globo ocular.

## Inervación e irrigación
La inervación del recto superior viene dado por el III nervio craneal, llamado nervio oculomotor. El recto superior del ojo es uno de varios músculos del ojo inervado por el III nervio craneal.
La única arteria que provee irrigación sanguínea a la órbita es la arteria oftálmica, que es rama de la carótida interna, del que se desprende justo antes del polígono de Willis.

## Imágenes adicionales

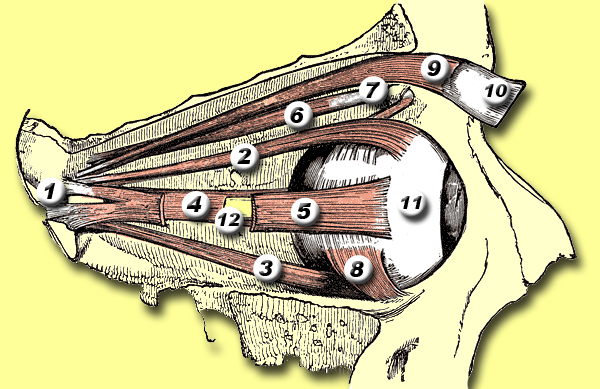
Vista lateral del globo ocular y sus músculos, incluyendo el recto superior (número 2).
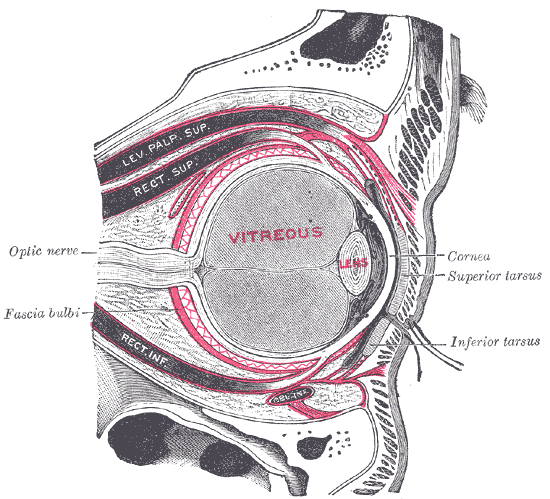
Sección sagital mostrando la terminación del recto superior.
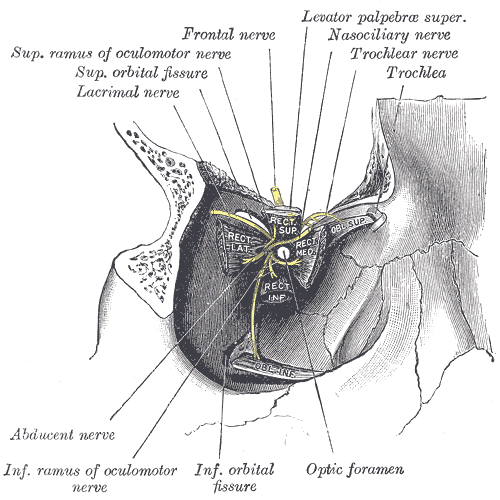
Disección mostrando los músculos oculares, incluyendo el recto superior.
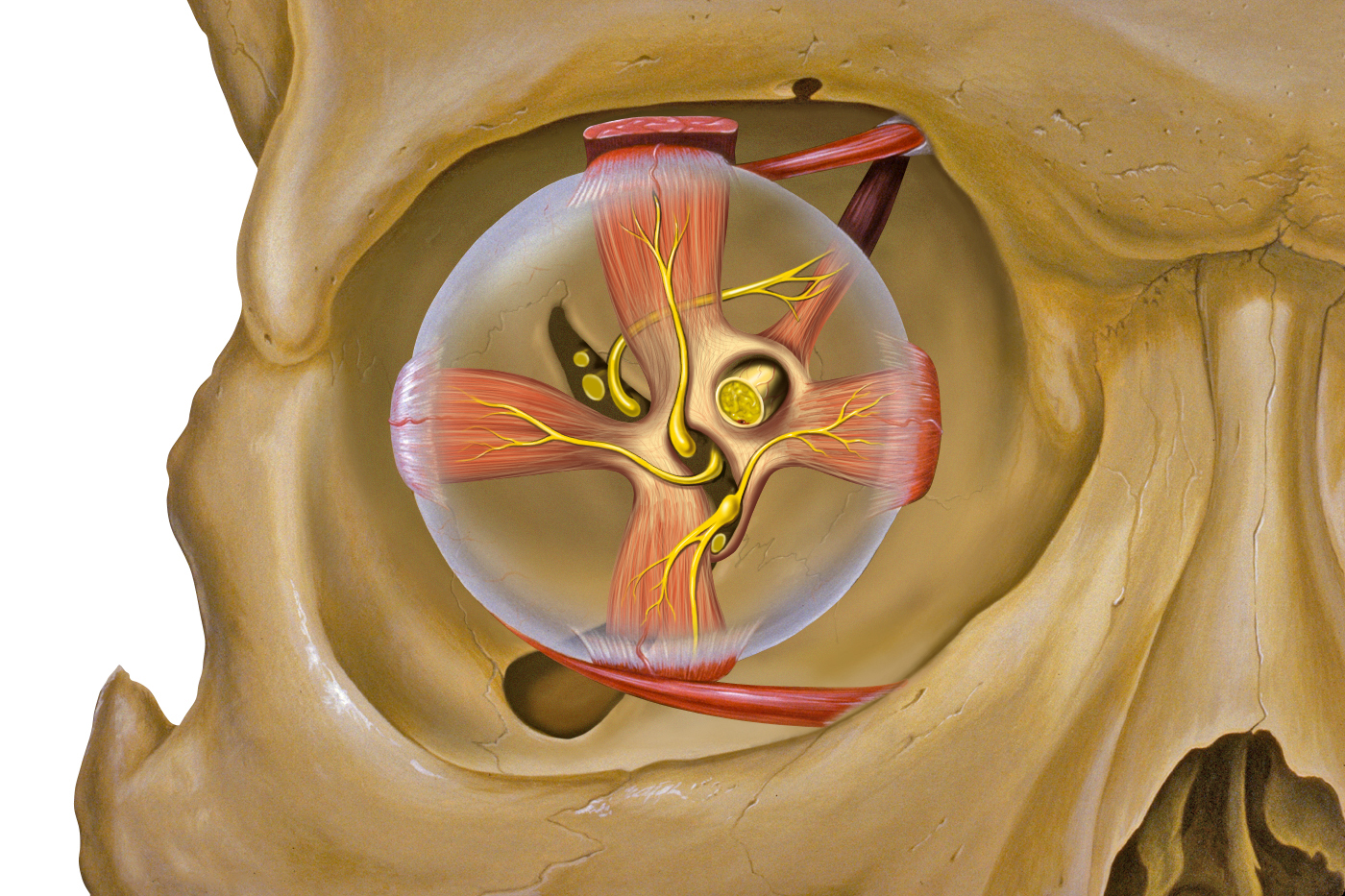
Vista anterior del globo ocular y sus músculos rectos.

- Datos: Q1090548